# G Eridani
Désignations
g Eridani (en abrégé g Eri) est une étoile géante de la constellation de l'Éridan. Elle porte également les désignations de HR 1195 et de HD 24160, g Eridani étant sa désignation de Bayer. Elle est visible à l'œil nu avec une magnitude apparente de 4,17. L'étoile présente une parallaxe annuelle de 14,98 mas mesurée par le satellite Gaia, ce qui permet d'en déduire qu'elle est distante de ∼ 218 a.l. (∼ 66,8 pc) de la Terre. Elle s'en éloigne à une vitesse radiale héliocentrique de +2,7 km/s. L'étoile est membre de la couronne du courant d'étoiles de la Grande Ourse qui partagent un mouvement commun dans l'espace.
g Eridani est une étoile géante jaune évoluée de type spectral G7 III. Elle est âgée de 1,76 milliard d'années et elle est 2,33 fois plus massive que le Soleil. Son rayon est 11 fois plus grand que le rayon solaire, elle est 81 fois plus lumineuse que le Soleil et sa température de surface est de 4 948 K.